# Myome
 Mise en garde médicale
Le myome est un type de tumeurs mésenchymales. Elles sont formées de tissu musculaire (tumeur musculaire) ou de tissu fibreux. C'est une des pathologies dites hormonosensibles.
L'étymologie du terme peut se scinder en un radical Myo- du grec ancien μυός, muós, génitif de μῦς, mýs (Muscle) et du suffixe Ome du grec ancien -ωμα, -ôma désignant une tumeur, une production pathogène.

## Classification
On distingue :
- les léiomyomes, très fréquents, constitués de tissu musculaire à fibres lisses, comme dans le léiomyome utérin, souvent appelé, à tort, « fibrome utérin » ;
- les rhabdomyomes, constitués de tissu musculaire strié ; très rares, elles apparaissent dans l'enfance et deviennent souvent malignes.

Remarque : le terme de "myome" est souvent employé par abus de langage comme synonyme de "léïomyome".

## Traitement
Pour extraire la tumeur, on procédait généralement à une myomectomie ou à une hystérectomie.
Depuis maintenant de longues années, la technique bien maîtrisée de l'embolisation permet toutefois d'assécher les léiomyomes utérins sans intervention chirurgicale.